# Bornmuellera glabrescens
Bornmuellera glabrescens är en korsblommig växtart som först beskrevs av Pierre Edmond Boissier och Benedict Balansa, och fick sitt nu gällande namn av James Cullen och Theodore `Ted' Robert Dudley. Bornmuellera glabrescens ingår i släktet Bornmuellera och familjen korsblommiga växter. Inga underarter finns listade i Catalogue of Life.